# Giuseppe Spinelli
Giuseppe Spinelli, italijanski rimskokatoliški duhovnik, škof in kardinal, * 1. februar 1694, Neapelj, † 12. april 1763.

## Življenjepis
17. aprila 1724 je prejel duhovniško posvečenje.
5. septembra 1725 je bil imenovan za naslovnega nadškofa Korinta in hkrati za apostolskega nuncija.
Leta 1731 je bil imenovan za tajnika Kongregacije za škofe. 
15. decembra 1734 je bil imenovan za nadškofa Neplja; s tega položaja je odstopil 8. februarja 1754.
17. januarja 1735 je bil povzdignjen v kardinala in pozneje imenovan za kardinal-duhovnika: 14. marca 1735 za  S. Pudenziana in 25. septembra 1752 za baziliko svete Marije v Trasteveru ter za kardinal-škofa: 9. aprila 1753 za Palestrine, 13. julija 1759 za Porta e Santa Rufine in 13. julija 1761 za Ostie.
11. septembra 1756 je bil imenovan za prefekta Kongregacije za propagando vere.